# Шпетна Лідія Максимівна
Лідія Максимівна Шпетна (?, село Вири, тепер Сумського району Сумської області — ?) — українська радянська діячка, вчителька Вирівської середньої школи Білопільського району Сумської області. Депутат Верховної Ради УРСР 5-го скликання.

## Біографія
Народилася в селянській родині, рано залишилася без батька. У 1941 році закінчила дев'ять класів школи. У 1943—1944 роках продовжила навчання у середній школі, здобула атестат про середню освіту.
У 1944—1948 р. — студентка Сумського педагогічного інституту.
З 1948 року — вчителька української мови та літератури у молодших класах, а з 1953 року — у старших класах Вирівської середньої школи Улянівського (потім — Білопільського) району Сумської області.

## Нагороди
- ордени
- медалі